# Czysta formalność
Czysta formalność (wł. Una pura formalità) – włosko-francuski thriller psychologiczny z 1994 roku, będący czwartym filmem fabularnym w reżyserskim dorobku Giuseppe Tornatore.

## Fabuła
Onoff jest znanym pisarzem-odludkiem, który od dłuższego czasu nie wydał żadnej książki. Pewnej deszczowej nocy, biegnąc przez las, zostaje zatrzymany przez policjantów. Onoff na posterunku policyjnym jest przesłuchiwany przez dociekliwego inspektora, który okazuje się być fanem twórczości pisarza. Poprzedniego dnia ktoś został zastrzelony w lesie, a cień podejrzenia pada na Onoffa, który jednak nie potrafi sobie przypomnieć, co robił w ciągu ostatnich 24 godzin.

## Obsada
- Gérard Depardieu – Onoff
- Roman Polański – inspektor
- Sergio Rubini – Andre, młody policjant
- Nicola Di Pinto – kapitan

## Produkcja
Zdjęcia kręcono w następujących lokacjach na terenie Włoch według regionów:
- Abruzja (Santo Stefano di Sessanio i Calascio w prowincji L’Aquila);
- Lacjum (Manziana w prowincji Rzym)[1][2].